# دايان وارين
دايان وارين (بالإنجليزية: Dianne Warren)‏‏ (28 أغسطس 1950 في أوتا - ) روائية من كندا.

## روابط خارجية
- دايان وارين على موقع ميوزك برينز (الإنجليزية)